# Bernard Kangro
Bernard Kangro (Antsla, Comtat de Võru, 18 de setembre de 1910 - Lund,  25 de març de 1994) fou un poeta estonià.

## Vida i obra
Bernard Kangro va néixer en una família humil d'agricultors. Després de l'escola i l'institut, de 1929 a 1938 va estudiar llengua i literatura estonianes a la Universitat de Tartu.
El 1935, Bernard Kangro va debutar amb el recull de poemes Sonetid ("Sonets") al qual seguiren d'altres. A partir de 1938, Kangro va ser membre del grup literari Arbujad. Kangro també va treballar com a crític literari en les revistes Looming i Eesti Kirjandus. Entre el 1943 i el 1944 va treballar al teatre Vanemuine de Tartu com a dramaturg. De 1941 al 1944 va ser professor assistent i després professor de literatura a la Universitat de Tartu.
Poc abans de l'ocupació soviètica del 1944, Kangro va fugir a l'exili a Suècia, on restaria fins a la seva mort. Allà, Bernard Kangro va ser un dels escriptors i periodistes més destacats a l'exili. Inicialment va treballar com a arxiver a Karlstad, després, des del 1947, com a assistent de recerca a la Universitat de Lund. Des del 1950 fins a la seva mort, va ser editor i editor de la revista cultural estoniana Tulimuld i, des del 1951, director de l'editorial "Eesti Kirjanike Kooperatiiv" (Cooperativa d'Escriptors Estonians) que amb 400 publicacions en 40 anys va ser l'editorial més important per als expatriats.
Bernard Kangro va escriure nombroses novel·les i volums de poesia. Amb vora 2.500 poesies publicades i 17 novel·les és un dels escriptors més prolífics en estonià. Les anomenades "novel·les de Tartu" de Kangro formen dues trilogies: les primeres són Jäälätted ("Fonts de gel", 1958), Emajõgi (el títol és el nom del riu Emajõgi, 1961) i Tartu (el títol és el nom de la ciutat, Tartu, 1962); i les segones Kivisild ("Pont de pedra", fa referència al Pont de Pedra de Tartu, 1963), Must raamat ("Llibre negre", 1965) i Keeristuli ("Remolí de foc", 1969).